# Johan Mieses
Johan Mieses (Santo Domingo, 13 de julio de 1995) es un jardinero dominicano de béisbol profesional que pertenece a la organización de los Boston Red Sox.

## Carrera profesional

### Los Angeles Dodgers
El 31 de mayo de 2013, Mieses firmó con la organización Los Angeles Dodgers como agente libre internacional. Hizo su debut profesional con los Dodgers de la Liga de Verano Dominicana, bateando .222 en 16 juegos. En 2014, Mieses regresó a los DSL Dodgers, bateando .299 / .371 / .505 con 5 jonrones y 24 carreras impulsadas en 59 juegos. Mieses dividió la temporada 2015 entre los Great Lakes Loons Single-A y los Quakes de Rancho Cucamonga High-A, acumulando una línea de bateo de .260 / .309 / .439 con 11 jonrones y 39 carreras impulsadas. Al año siguiente, Mieses regresó a Rancho Cucamonga y bateó .247 / .314 / .510 con récords personales en jonrones (28) y carreras impulsadas (78). En 2017, Mieses dividió la temporada entre Rancho Cucamonga y Double-ATulsa Drillers, registrando una línea de .215 / .293 / .449 con 24 jonrones y 63 carreras impulsadas.

### St. Louis Cardinals
El 1 de abril de 2018, los Dodgers cambiaron a Mieses a los Cardenales de San Luis a cambio de Breyvic Valera. Mieses dividió la temporada 2018 entre los High-A Palm Beach Cardinals y los Double-A Springfield Cardinals, registrando una línea de .229 / .283 / .400 con 19 jonrones y 71 carreras impulsadas en 122 juegos. En 2019, Mieses dividió el año entre los Triple-A Memphis Redbirds y Springfield, cortando .233 / .319 / .440 con 22 jonrones y 66 carreras impulsadas en 118 juegos. El 4 de noviembre de 2019 eligió la agencia libre..

### Boston Red Sox
El 13 de noviembre de 2019, Mieses firmó un contrato de ligas menores con la organización Boston Red Sox. Mieses no jugó en un juego en 2020 debido a la cancelación de la temporada de ligas menores debido a la pandemia de COVID-19. Fue asignado a los Portland Sea Dogs Double-A para comenzar la temporada 2021, y recibió un ascenso a los Worcester Red Sox Triple-A en junio.

## Carrera internacional
Mieses fue incluido en el equipo nacional de béisbol de República Dominicana para Béisbol en los Juegos Olímpicos de Verano de 2020, disputados en Tokio en 2021.